# Серо Верде (Венадо)
Серо Верде (шп. Cerro Verde) насеље је у Мексику у савезној држави Сан Луис Потоси у општини Венадо. Насеље се налази на надморској висини од 1797 м.

## Становништво
Према подацима из 2010. године у насељу је живело 10 становника.

### Хронологија
| Година       | 2000        | 2005       | 2010 |
| ------------ | ----------- | ---------- | ---- |
| Становништво | 20 (9 / 11) | 14 (6 / 8) | 10   |

### Попис
| # | Индикатор                     | Вредност |
| - | ----------------------------- | -------- |
| 1 | Укупно домаћинстава           | 7        |
| 2 | Укупно насељених домаћинстава | 2        |
| 3 | Величина локације             | 1        |